# Xã Leicester, Quận Clay, Nebraska
Xã Leicester (tiếng Anh: Leicester Township) là một xã thuộc quận Clay, tiểu bang Nebraska, Hoa Kỳ. Năm 2010, dân số của xã này là 338 người.